# ACS Omega
ACS Omega — щотижневий рецензований науковий журнал з відкритим доступом, який видається з 2016 року Американським хімічним товариством. Головними редакторами є Крішна Ганеш і Декін Чжан. За даними Journal Citation Reports, імпакт-фактор журналу на 2021 рік становить 4,132. Це видання з відкритим доступом, яке охоплює дослідження в галузі хімії та пов'язаних з нею галузей науки.